# Großenaspe
Großenaspe település Németországban, Schleswig-Holstein tartományban. Lakosainak száma 3113 fő (2023. december 31.).

## Népesség
A település népességének változása:
| Lakosok száma | 1959 | 2906 | 2935 | 2989 | 3088 | 3113 |
|               | 1975 | 2017 | 2019 | 2021 | 2022 | 2023 |